# Eduardo Vilches
Eduardo Enrique Vilches Arriagada (Colina, 21 aprile 1963) è un ex calciatore cileno, di ruolo difensore.

## Palmarès

### Club

#### Competizioni nazionali
- Campionato cileno: 4

Colo-Colo: 1989, 1990, 1991, 1993
- Copa Chile: 3

Colo-Colo: 1989, 1990, 1994

#### Competizioni internazionali
- Coppa Libertadores: 1

Colo Colo: 1991
- Coppa Interamericana: 1

Colo-Colo: 1991
- Recopa Sudamericana: 1

Colo-Colo: 1992